# Carnaval de Palamós
El carnaval de Palamós és la festa d'hivern més important de Palamós i un dels carnavals pioners de Catalunya. Des de molt antic ja se celebrava el "ball del drac" documentat al Costumari Català de Joan Amades, però cal tenir en compte que els primers documents escrits que parlen del carnaval de Palamós són del 1479 segons ha publicat l'historiador Gabriel Martín Roig. Tenint en compre que la primera referència documentada que hi ha de la celebració del carnaval a Catalunya és del Carnaval de Barcelona en una disposició del Consell de Cent del 1333 que prohibia el llançament de taronges i regulava l'ús de màscares en determinats àmbits, apuestes dades de l'historiador Gabriel Martín Roig fan del carnaval palamosí un dels més antics de Catalunya, documentalment parlant. El carnaval modern es celebra a PALAMÓS des de 1983 tot i que mai va desaparecer del tot.
Així doncs, la tradició de les festes de Carnaval a Palamós ve de lluny. El segle xix, Ignasi Pagés, al Semanario de Palamós i també la prestigiosa "Revista de Girona" explicava com es desenvoluparen les festes. Segons relata Ignasi Pagès, per aquella època ja es parla de la "cercavila" i de les famoses "cançons" que es cantaven formant un cercle on les persones s'agafaven de la mà i ballaven. Era un acte molt participatiu on la gent es dividia per categories: un d'aquests cercles era pels més petits, després venien els joves i finalment els adults, als quals se'ls permetia unes lletres més "picants".
Publiquem aquí un extracte de l'article d'Ignasi Pagés (1878): 
"...Un dels esdeveniments més importants era la Cercavila, el segon i tercer dia del carnaval. Des de les onze del matí a la una de la tarda es ballava voltant pels carrers del poble. Eren dos dies especialment indicats per als enamorats, ja que els passaven junts i amb un certa llibertat. Començava a la plaça Major, i des d'allà s'anava a la plaça del Forn, la Planassa, el Moll, el Pedró i la plaça del Portal (Pl. dels Arbres) i s'acabava al carrer Major. A cada un dels llocs citats es parava i es ballava el contrapàs, la sardana, les corrandes i la borra, i en el descans es cantaven les Cançons. El recorregut s'anava fent cada vegada més bulliciós a mesura que s'acostava a la plaça del Portal i al carrer Major, on es reunia tot el poble i no només les parelles solteres eren els balladors, sinó que casats, o avis i netes, i tothom, es llançaven a la gatzara. En acabat, el noi acompanyava la seva parella a casa i els pares de la noia el convidaven a dinar per donar-li les gràcies per haver tret la filla. Ell corresponia acompanyant la família al ball de nit, les despeses del qual pagava..."

## Història
El Carnaval de Palamós. Estaríem parlant d'un dels carnavals documentalment més antics de les comarques gironines i fins i tot de Catalunya segons ha publicat l'historiador Gabriel Martín Roig.
Fins fa poc, les primeres referències documentals referides a dit carnaval s'havien remuntat a la premsa escrita de finals del segle xix, quan el 1878, el periodista i historiador local Ignasi Pagès explicava com es desenvolupaven els actes d'aquesta celebració al Semanario de Palamós i també a la prestigiosa Revista de Girona. El propòsit de l'article de Gabriel Martín Roig és recular molt més en el temps, doncs demostra que hi ha referències anteriors en fonts manuscrites que permeten parlar d'un dels carnavals documentalment més antics de les comarques gironines i potser de Catalunya. La festa del Carnaval de Palamós, tal com l'entenem avui, probablement tingui les seves arrels a l'Edat Mitjana, però fins avui no s'havia trobat cap document que acreditès aquesta suposició. No obstant això, alguns protocols notarials dels segles xiv i xv constaten la importància que tenia a Palamós aquesta data festiva. El carnaval era un dia referenciat per l'administració del govern de Palamós. Els jurats, juntament amb el Consell Estret de la vila, es reunien l'1 de gener per escollir tres habitants de Palamós que eren presentats al rei, per tal que en designés un pel càrrec de batlle general. El nou batlle començava el seu mandat precisament el dia de carnestoltes per un període de tres anys. A tall d'exemple, el 7 de gener de 1479 es va produir el nomenament del batlle de Palamós concedit per rei Joan II a favor de Pere Vidal pel trienni que començava justament el citat dia de carnestoltes. Aquestes petites citacions en documents notarials, referides a preses de possessió de càrrecs públics són les primeres mencions directes del Carnaval de Palamós. No obstant això, la citació més concreta apareix en el llibre de comptes de la vila que es guarda en el Servei d'Arxiu Municipal de Palamós. Es remunta a l'any 1723, quan els jurats de la vila van enviar a Girona un emissari per a informar a l'excel·lentíssim governador Baró d'Huart de com havia transcorregut la nit de carnestoltes. La segona citació documental es troba en el mateix llibre tres dècades després, quan el 7 de febrer de 1755 va arribar a l'Ajuntament una ordre prohibint les màscares i les diversions públiques per carnestoltes. Aquesta privació és un indici per se de la importància social i comunitària que havia adquirit la festa a Palamós, equiparable a d'altres poblacions del Principat. Els actes de carnestoltes es duien a terme al llarg de tres dies: un diumenge i els dos dies subsegüents, és a dir dilluns i dimarts. Els balls populars o de disfresses se celebraven a la plaça de la Vila cada tarda o vespre. Habitualment les cobles de tres quartans eren les encarregades d'acompanyar les ballades durant la festa i la gent hi acudia caracteritzada i emmascarada. El ball durava fins ben entrada la nit.
Des de molt antic ja se celebrava el "ball del drac" hi ha referències al Costumari Català de Joan Amades, una vella dansa marinera que inicialment es feia a la platja però que posteriorment es va traslladar als casinos de Palamós, però el millor escrit de com eren els carnavals a Palamós és l'article "La Cercavila i les cançons de Palamós" publicat el 1884 al Semanario de Palamós i signat per Ignasi Pagès que relata els carnavals dels anys 1850-1884, 
Abans de la guerra del 36, el cicle del carnaval era el següent:
- El diumenge abans del dimecres de cendra es feia la "passada" de les comparses i el ball de nit a les societats recreatives de l'època: la Gorga, el Centre Republicà Federal, el casino El Puerto i el casino La Unión.
- El dilluns i el dimarts, "cercavila" per carrer Major i la Plaça dels Arbres.
- El dimecres tothom anava a la platja de la Fosca per fer l'enterrament de la sardina. Es feia un berenar i els més petits cremaven el ninot del carnestoltes.

Del 1933 fins al començament de la guerra es va fer una gran rua de carrosses que desfilaven pel Passeig Marítim, entre la platja i l'estació del "trenet". Als anys 30, l'eufòria carnavalesca va ser gran: la rua, les cercaviles, les ballades de sardanes i les sessions de ball organitzades per les societats recreatives de l'època.
La guerra, amb la crisi econòmica i les prohibicions van anar trencant la tradició. Durant els anys posteriors des dels locals de la vila es portaren a terme diversos intents que anaren substituint la celebració.
Com que la llei franquista prohibia anar disfressat pel carrer o portar la cara tapada, cap a l'any 1947 es va crear, coincidint amb les festes de carnaval, la "festa dels vestits regionals". Aquesta festa era una excusa perquè la gent de Palamós es pogués disfressar i anar al ball. També es feien concursos de disfresses i comparses al casino del port.
A partir de 1963, amb el tancament del darrer casino "El Puerto", els balls es varen anar perdent i s'hagué d'esperar vint anys per tornar a recuperar la tradició.

### Carnaval infantil
Des de sempre les mares i els pares, de manera espontània, disfressaven els fills i sortien a passejar pel carrer Major. Als anys 70, aquest carnaval infantil espontani que se celebra el dijous gras va anar agafant força rellevància. Anys més tard el 1984 l'escola "La Vila" va sortir per primer cop al carrer fent una rua i a partir del 1985 la resta d'escoles juntament amb la comissió organitzadora van organitzar una rua matinal. El ball infantil de disfresses a la tarda es va iniciar el 1983. Actualment aquest dia els nens fan una desfilada pels carrers del poble, a la tarda fan una festa-berenada i després de l'escola van a la Nau disfressats. L'any 2003 les escoles no van poder desfilar el Dijous Gras perquè plovia i ho van cancel·lar. L'any següent ja va ser el primer que, per problemes i discrepàncies diverses, les escoles es van desvincular de l'acte i ja no hi van tornar. Des d'aleshores, la rua infantil del Carnaval de Palamós l'han protagonitzat bàsicament la mainada de les llars d'infants. L' any 2022 degut a la pandèmia totes les llars d'infants es van desvincular.

## Inici del carnaval modern

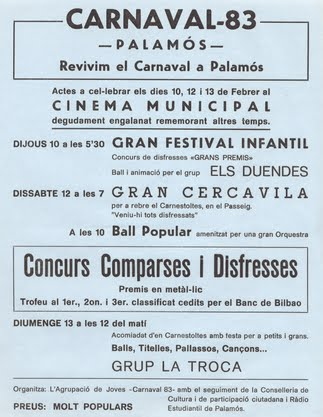
Cartell informatiu del primer Carnaval de Palamós de l'època moderna, el 1983

El 1983, un grup de persones membres de Ràdio Estudiantil de Palamós, l'actual Ràdio Palamós, organitza el primer ball popular de carnaval modern que té lloc, des de llavors, el primer dissabte després de dijous gras. El grup de joves iniciadors van ser Jordi Iglesias Mateo, Ricard Mercader Morenza i Joan Castanys Bartolin entre d'altres. També aquest any es recupera el concurs-exhibició de comparses i disfresses que a partir de 1985 passa al diumenge a la nit. Així doncs, la primera edició del carnaval modern a Palamós va tenir lloc l'any 1983.
L'antic cinema Conchs (Actualment Teatre-auditori La Gorga) fou el marc del ball únicament els dos primers anys. Molt aviat queda petit i obsolet i es decideix llogar l'envelat situat a la platja. L'any 1984 s'inicia la rua, al principi amb un recorregut curt pel centre de la vila però l'any 1986 ja es traça el seu recorregut actual que surt des de Sant Joan i arriba a la Planassa. A proposta del centre d'Iniciatives i Turisme de Palamós es crea el 1984 l'actual Comissió Organitzadora del Carnaval de Palamós. Aquest mateix any es va triar un personatge per ser el rei de les festes, "el carnestoltes", i l'any 1985 també es va triar per primera vegada la "reina del carnaval".
Per iniciativa dels comerciants de la vila, juntament amb la comissió organitzadora, s'inicia una tradició que ha arribat fins als nostres dies. Els comerciants decoren els seus comerços o el seu carrer i es disfressen segons aquesta decoració. Aquest "dia dels botiguers" distingeix a aquesta població per haver estat la primera a organitzar una festa d'aquest tipus. Actualment les colles que disposen de carrossa fan la "plantada" a diferents llocs de la població per animar la festa amb la seva música.
Actualment el Carnaval agrupa més de 60 colles de totes les edats i el seu objectiu ha canviat, ja no és un moment de l'any on tot s'hi val, les colles preparen durant mesos les disfresses i coreografies, els participants algunes d'elles es gasten més de 120 euros amb complements, maquillatge, etc. Cada any també hi participen colles d'altres zones, que obren la Gran Rua del dissabte.
El cap de setmana de Carnaval es reparteix en la Gran Rua del dissabte, la Gran Rua Matinal del diumenge i l'exhibició de comparses el diumenge a la nit, pel que fa a la competició entre colles. El diumenge el matí però, no es concursa, només es realitza la rua de les comparses, segons coneixements populars.
Cal destacar que a partir de l'any 2010 tots els actes ja no es fan a l'envelat que s'assentava a la Platja Gran, ara s'utilitza l'anomenada Nau de 50 m al costat de l'Institut Municipal de Palamós, segons coneixements populars.
Fins a mitjans de la dècada dels 2000 va ser-hi molt instituït un famós esdeveniment conegut com a "ball de la dona" en ell només les dones anaven disfressades i emmascarades i els homes tenien l'obligació d'anar "ben vestits". L'entrada estava prohibida als majors de 18 anys i a principis dels 90" va adherirsi una versió adolescent/infantil anomenada "ball de la noia", en què les restriccions d'edat eren les contràries; entrada prohibida als majors de 18. Aquestes celebracions es van acabar cancel·lant a mitjans dels 2000 i existeixen diferentes versions dels motius que ei van portar; es diu que hi havia sempre moltes baralles i abans que la sang arrivés al mar (es celebrava a l'embalat de la platja) es va decidir suspendre'l. També es diu que hi havia molt d'adulteri, desenfré, bacanal, que portaven a separacions, divorcis, parelles trencades. D'altres persones diuen que el problema el va originar el "ball de la noia"; a partir d'aquest ball els nens i les nenes li perdien por i es "colaven" al ball per adults i adultes, fet que li va fer perdre tota la serietat.
L'any 2017 es commemoràla 35à edició del carnaval modern de Palamós.
Dos anys sense carnaval
Pocs dies després del la 38à edició del Carnaval Modern de Palamós degut a la pandèmia mundial del COVID-19 tota la ciutadania va ser confinada als seus domicilis. El 2021 no es va portar a terme el Carnaval de Palamós i el 2022 es va fer un carnaval de mínims sense rei ni reina, degut a la pandèmia del COVID-19.
L’11 de febrer de 2023 es recupera amb tota solemnitat i esplendor el Carnaval de Palamós en la 39à edició del Carnaval Modern de Palamós.

### L'organització del carnaval de Palamós
El 1983, la primera edició del carnaval de modern va ser a càrrec d'un grup de persones membres de Ràdio Estudiantil de Palamós, l'actual Ràdio Palamós. A proposta del centre d'Iniciatives i Turisme de Palamós es crea el 1984 la Comissió Organitzadora del Carnaval de Palamós que passà a constituir-se com l'Associació Carnaval de Palamós l'any 1987 i va ser l'encarregada d'organitzar aquest carnaval fins a la 34à edició l'any 2016.
El 5 d'abril de 2016 la colla del carnaval Show Boys va sol·licitar de manera oficial a l'Ajuntament de Palamós la possibilitat de realitzar un concurs públic mitjançant el qual es pogués valorar propostes alternatives a l'organització del carnaval a Palamós. Davant aquesta petició l'Àrea municipal de Cultura i Patrimoni va intentar posar d'acord les dues opcions que es postulaven en l'organització, motivant-los per a poder fer un treball conjunt, sumant esforços, treball i propostes amb l'objectiu de poder millorar la festa del Rei carnestoltes del municipi amb l'aportació de tots. Malgrat els intents no va ser possible arribar a un acord entre aquestes dues entitats i, per tant, l'única possibilitat que permetia l'equanimitat va estar la realització del concurs públic. L'Ajuntament va aprovar la seva convocatòria el mes de juliol de 2016. Es van presentar al concurs, l'Associació Carnaval de Palamós fins aquell moment entitat organitzadora i l'Associació Som Carnaval de recent constitució. Un cop puntuades les dues propostes el resultat definitiu del concurs va determinat l'Associació Som Carnaval com a responsable de l'organització del carnaval palamosí de 2017, amb 329 punts, mentre que la presentada per l'Associació Carnaval de Palamós en va obtenir 262. L'associació Som Carnaval va denunciar manca de transparència i irregularitats en la gestió del Carnaval de Palamós en els darrers anys, a càrrec de l'entitat Carnaval de Palamós.
L'entitat organitzadora de les edicions 2018 i 2019 del Carnaval del municipi va ser l'Associació Carnaval de Palamós. Aquesta entitat fou l'encarregada de preparar les festes dels dos anys, després que va estar l'única entitat que es va presentar al concurs públic de l'Ajuntament de Palamós. L'associació Som Carnaval, que havia organitzar l'edició 2017, va anunciar que no hi optaria de nou al·legant que l'organització del Carnaval l'hauria d'assumir directament l'Ajuntament.
El concurs per tal d'organitzar el Carnaval 2020 el va guanyar l'Associació Carnaval de Palamós, essent també la única entitat que es va presentar al concurs públic de l'Ajuntament de Palamós. Durant el carnaval 2020 hi van haver moltes queixes cap a l'entitat organitzadora; cues immenses per comprar entrades anticipades, cues immenses per poder accedir a la Nau, molt mala organització a la rua del dissabte i del diumenge de carnaval, entre d'altres queixes.
El 2023 l'Ajuntament de Palamós no va fer concurs públic i va adjudicar l'organització del Carnaval a l'Associació Carnaval de Palamós per adjudicació directa. En aquest sentit durant les festes del Carnaval 2023 la CUP demana a l'Ajuntament que lideri el Carnaval amb el suport d'associacions, colles i ciutadania i Aquesta proposta rebutja que l'Ajuntament delegui en una única associació l'organització del Carnaval i defensa que la corporació municipal hauria de liderar-la, amb la col·laboració i la implicació de les colles, associacions i tota la ciutadania que vulgui posar el seu gra de sorra per millorar el Carnaval palamosí.
Entitats organitzadores del Carnaval modern de Palamós
1983: Comissió de joves de Palamós de Ràdio Estudiantil de Palamós
1984 - 1986: Comissió Organitzadora del Carnaval de Palamós del Centre d'Iniciatives i Turisme de Palamós
1987 - 2016: Associació Carnaval de Palamós
2017: Associació Som Carnaval
2018 - 2020: Associació Carnaval de Palamós
2021: No s'organitza carnaval a Palamós degut a la COVID-19
2022 - Associació Carnaval de Palamós (S'organitza un carnaval de mínims degut a la COVID-19)
2023 -  Associació Carnaval de Palamós
2024 - Associació Carnaval de Palamós
2025 - Associació Carnaval de Palamós

### Testament d'en Carnestoltes de Palamós
Des de 1983 el testament d'en Carnestoltes del Carnaval de Palamós és preparat i llegit per la colla del Testament. La Colla del Testament és la colla degana del Carnaval de Palamós i és l'equip de persones que s'encarrega cada any de confeccionar i després escenificar el llegat d'en Carnestoltes.
Llegeix el testament un personatge que representa el Notari Municipal del Carnaval de Palamós que surt acompanyat de jutges, preveres i diaques. També cal destacar que abans de llegir el llegat el Papa de Roma llegeix unes absoltes amb un llatí macarrònic seguint una tradició antiga palamosina.
Els orígens de la Colla del Testament venen de l'any 1983, quan es va recuperar el Carnaval a Palamós i com a associació es va constituir l'any 2008.
La Colla del Testament de Palamós ha tingut una llarga tradició de sàtira i crítica social, i que ha utilitzat el seu Testament d'en Carnestoltes per denunciar problemes i qüestions importants per a la comunitat
El carnaval és una oportunitat per a la Colla del Testament de reflectir sobre les qüestions socials i polítiques que preocupen a la comunitat, i de presentar les seves opinions de manera còmica i satírica. A través de la sàtira, la Colla del Testament ha abordat temes com la precoç alcoholització del jovent durant les festes de carnaval, la sexualització innecessària de moltes disfresses i la històrica falta de transparència en l'organització del carnaval.
La Colla del Testament de Palamós és més que un grup de persones que redacten un testament còmic, sinó que és una part important de la cultura i la vida social de la ciutat, que treballa per defensar els interessos i les preocupacions de la comunitat. La seva labor de sàtira i crítica social és una part important de la tradició del carnaval de Palamós i ajuda a mantenir aquesta celebració viva i arrelada en la comunitat.
El problema que el jovent s'inicia a l’alcohol del molt jove es un problema que ni la comissió organitzadora ni l’ajuntament han abordat mai en serio. En aquest sentit, la Colla del Testament creu que seria important que la comissió organitzadora i l'Ajuntament de Palamós abordessin aquest problema de forma seriosa i col·laborativa, treballant junts per a trobar solucions efectives que puguin prevenir la precoç alcoholització dels joves. Això podria incloure la implementació de campanyes de conscienciació i sensibilització dirigides als joves, la promoció de alternatives saludables a l'ús excessiu d'alcohol, i la col·laboració amb les famílies i les escoles per a fomentar un estil de vida saludable.
La Colla del Testament de Palamós ha rebut crítiques de persones que no estan d'acord amb les seves opinions o les seves formes de satírica. La sàtira i la crítica social sempre han estat formes de comunicació que han tingut un gran poder per a denunciar les injustícies i els problemes de la societat, però també han estat fonamentals per a crear conflictes i desavinences.
En aquest sentit, és important destacar que la llibertat d'expressió és un valor fonamental de les societats democràtiques, i que la Colla del Testament de Palamós té el dret a expressar les seves opinions i crítiques, fins i tot si això pot generar controvèrsia o malestar en algunes persones.

#### Com es fa el testament
La Colla del Testament de Palamós es reuneix cada any el dilluns de carnaval i d'una manera còmica i al mateix temps satírica redacta el testament fent una anàlisi de la situació política del poble i de com ha anat el carnaval de cada any. La redacció es fa tenint en compte que s'ha d'aconseguir una reacció de complicitat del públic i, per tant, es tracta d'una mena de caricatura que s'intenta que entengui tothom.
El contingut des dels seus inicis han estat sempre picants, però sempre emmarcats en el respecte i en el no posar-se mai en aspectes personals de la gent.
Aquest testament es redacta amb estrofes de quatre versos conservant la mateixa estructura de les cançonetes picants i satíriques dels antics carnavals de Palamós del segle xix i principis del xx. És a dir estrofes on el segon i el quart vers rimen i quan s'està molt inspirat també es fan rimar el primer amb el quart.
Des de 2019 la Colla del Testament convida a la colla que presenta en o la Carnestoltes a participar en la elaboració del testament anual.
El rei o la reina Carnestoltes és un personatge que històricament ha estat associat a la dissolució i la inversió de les normes i valors de la societat durant les festes de carnaval. A través d'aquest personatge, la Colla del Testament de Palamós pot expressar opinions i crítiques de forma irònica i satírica.
Així, el rei o la reina Carnestoltes esdevé una mena de portaveu o veu que utilitza per a expressar les seves opinions sobre la situació política i social del poble i per a denunciar les injustícies o els problemes que consideren importants.
A través de la seva actuació còmica i satírica, la Colla del Testament de Palamós busca crear una reflexió crítica en el públic, i estimular-lo a pensar sobre les qüestions importants per a la comunitat. Així, el Rei Carnestoltes esdevé una mena de micròfon social que fa possible que la Colla del Testament de Palamós tingui un paper important en la vida cultural i política del poble.
El 2025 la Colla del Testament ha tornat a denunciar la precoç alcoholització dels més joves durant les festes del Carnaval:
No se com s’hauria de fer? / i al no tenir la solució em dòl / però cada cop són més joves / quan s’inicien a l’alcohol
També ha denunciat l'increment de l'ús de substàncies psicotròpiques per part de molts membres d'unes determinades colles:
i no digueu que sóc un carca, / ni per això us vull enfadats! / però crec que n’hi ha molts / que surten massa col·locats.

### Antecedents històrics de l'Enterrament de la Sardina "lo Dol" o el "Gori-gori"
Antigament a Palamós en el segle xix, l'enterrament de la sardina o d'en carnestoltes portava inicialment el nom de "lo Dol" i als anys 30 va adoptar el nom de "el Gori-Gori" i amb diversos articles antics hi ha constància de com era aquesta diada en els carnavals antics. L'enterrament de la sardina es feia el Dimecres de Cendra, i no es treballava i era el dia "d'anar-lo a enterrar". Diuen aquests relats que després de dinar tothom anava cap a la platja de la Fosca amb el berenar. La platja quedava plena de gent i entre els pins de la pineda que llavors era verge d'edificacions s'hi instal·laven moltes colles menjant i comentant els esdeveniments del carnaval que finalitzava.

#### En Carnestoltes
També hi ha constància escrita que en carnestoltes, que solia ser un ninot, anava ajagut sobre una plataforma que quatre persones portaven sobre les espatlles. Els seguia una colla cantant les absoltes en una mena de llatí estrany. Un altre home disfressat grotescament de dona representava la vídua plorant i fent crits de desesperació i tot seguit hi anava el seguici mortuori que era compost per gent cantant i fent l'animal. La majoria de gent del seguici anaven vestits amb una camisa de dormir de dona, que era l'uniforme típic del Gori-Gori.

#### Decadència de la festa
En els darrers anys del carnaval, avanç de la Guerra Civil, diuen els relats que el costum de l'enterrament havia anat degenerant fins a quasi desaparèixer. Amb la dictadura franquista el Dimecres de Cendra es va quedar només com el primer dia de Quaresma, una diada de dejuni i abstinència. Tots els escolars anaven a missa i feien el ritual de la imposició cendres. No va ser fins a la represa de l'any 1983 que podem dir que hi ha el primer intent de recuperació de l'enterrament d'en carnestoltes.